# 郁江 (乌江支流)
郁江，是中国长江流域的一条河流，汇入乌江下游右岸，属于乌江水系。河长175千米，流域面积3800平方千米，多年平均流量134立方米每秒。自然落差1484米。水能理论蕴藏量14万千瓦。